# Limosina corrivalis
Limosina corrivalis är en tvåvingeart som beskrevs av Villeneuve 1918. Limosina corrivalis ingår i släktet Limosina och familjen hoppflugor. Inga underarter finns listade i Catalogue of Life.